# Phlaeobella lombokensis
Phlaeobella lombokensis är en insektsart som först beskrevs av Willemse, C. 1933.  Phlaeobella lombokensis ingår i släktet Phlaeobella och familjen gräshoppor. Inga underarter finns listade i Catalogue of Life.